# 丝线峨螺
丝线峨螺（学名：Siphonalia filosa），是新腹足目峨螺科Siphonalia的一种。主要分布于台湾，常栖息在浅海沙底。